# Listă de conducători de stat din 1563
1559 - 1560 - 1561 - 1562 - 1563 - 1564 - 1565 - 1566 - 1567
Aceasta este o listă a conducătorilor de stat din anul 1563:

## Europa
- Anglia: Elisabeta I (regină din dinastia Tudor, 1558-1603)
- Austria: Ferdinand I (arhiduce din dinastia de Habsburg, 1521-1564; ulterior, rege al Ungariei, 1526-1564; ulterior, rege al Cehiei, 1526-1564; ulterior, rege al Germaniei, 1556-1564; ulterior, împărat occidental, 1556-1564)
- Bavaria: Albert al V-lea Magnanimul (duce din dinastia de Wittelsbach, 1550-1579)
- Brandenburg: Joachim al II-lea Hector (principe elector din dinastia de Hohenzollern, 1535-1571)
- Cehia: Ferdinand I (rege din dinastia de Habsburg, 1526-1564; totodată, arhiduce de Austria, 1521-1564; totodată, rege al Ungariei, 1526-1564; ulterior, rege al Germaniei, 1556-1564; ulterior, împărat occidental, 1556-1564)
- Crimeea: Devlet Ghirai I ibn Mubarak ibn Mengli (han, 1551-1577)
- Danemarca: Frederik al II-lea (rege din dinastia Oldenburg, 1559-1588)
- Ferrara: Alfonso al II-lea (duce din casa d'Este, 1559-1597; totodată, duce de Modena, 1559-1597)
- Florența: Cosimo I cel Mare (duce din familia Medici, 1537-1574; mare duce, din 1569)
- Franța: Carol al IX-lea (rege din dinastia de Valois, 1560-1574)
- Genova: Battista Cicala-Zoaglio (doge, 1561-1563) și Giovanni Battista Lercari (doge, 1563-1565)
- Germania: Ferdinand I (rege din dinastia de Habsburg, 1556-1564; totodată, arhiduce de Austria, 1521-1564; totodată, rege al Cehiei, 1526-1564; totodată, rege al Ungariei, 1526-1564; totodată, împărat occidental, 1556-1564)
- Gruzia: Simon I (rege din dinastia Bagratizilor, 1558-1569, 1578-1600)
- Gruzia, statul Imeretia: Bagrat al II-lea (rege din dinastia Bagratizilor, 1510-1565)
- Gruzia, statul Kakhetia: Levan (rege din dinastia Bagratizilor, 1520-1574)
- Imperiul occidental: Ferdinand I (împărat din dinastia de Habsburg, 1556-1564; totodată, arhiduce de Austria, 1521-1564; totodată, rege al Cehiei, 1526-1564; totodată, rege al Ungariei, 1526-1564; totodată, rege al Germaniei, 1556-1564)
- Imperiul otoman: Suleiman Legiuitorul (Magnificul) (sultan din dinastia Osmană, 1520-1566)
- Lituania: Sigismund al II-lea August (mare duce, 1529/1548-1569/1572; ulterior, rege al Poloniei, 1548-1572)
- Lorena Superioară: Carol al III-lea (sau al II-lea) cel Mare (duce din dinastia de Lorena-Vaudemont, 1545-1608)
- Mantova: Guglielmo (duce din casa Gonzaga, 1550-1587)
- Modena: Alfonso al II-lea (duce din casa d'Este, 1559-1597; totodată, duce de Ferrara, 1559-1597)
- Moldova: Despot Vodă (domnitor, 1561-1563), Ștefan Tomșa (domnitor, 1563-1564) și Alexandru Lăpușneanu (domnitor, 1552-1561, 1563/1564-1568)
- Monaco: Onorato I (senior din casa Grimaldi, 1532-1581)
- Montferrat: Margareta (marchezină din dinastia Paleologilor, 1536-1566)
- Moscova: Ivan al IV-lea Vasilievici cel Groaznic (mare cneaz, 1533-1584; țar, din 1547)
- Navarra: Ioana a III-a (regină din casa de Albert-Navarre, 1555-1572)
- Parma și Piacenza: Ottavio (duce din casa Farnese, 1547-1549, 1550-1586)
- Polonia: Sigismund al II-lea August (rege din dinastia Jagiello, 1548-1572; totodată, mare duce de Lituania, 1529/1548-1572)
- Portugalia: Sebastiao (rege din dinastia de Aviz, 1557-1578)
- Prusia: Albrecht de Hohenzollern (duce din dinastia de Hohenzollern, 1525-1568; anterior, mare maestru al Ordinului teutonic, 1511-1525)
- Savoia: Emmanuele Filibert (duce, 1553-1580)
- Saxonia: August cel Pios (principe elector din dinastia de Wettin, 1553-1586)
- Scoția: Maria (regină din dinastia Stuart, 1542-1567)
- Spania: Filip al II-lea (rege din dinastia de Habsburg, 1556-1598; ulterior, rege al Portugaliei, 1580-1598)
- Statul papal: Pius al IV-lea (papă, 1559/1560-1565)
- Suedia: Erik al XIV-lea (rege din dinastia Wasa, 1560-1568)
- Transilvania: Ioan Sigismund Zapolya (principe, 1540-1551, 1556-1571; totodată, rege al Ungariei, 1540-1551, 1556-1571)
- Țara Românească: Petru cel Tânăr (domnitor, 1559-1568)
- Ungaria: Ferdinand I (rege din dinastia de Habsburg, 1526-1564; totodată, arhiduce de Austria, 1521-1564; totodată, rege al Cehiei, 1526-1564; ulterior, rege al Germaniei, 1556-1564; ulterior, împărat occidental, 1556-1564) și Ioan al II-lea Sigismund Zapolya (rege, 1540-1551, 1556-1571; totodată, voievod de Transilvania, 1540-1551, 1556-1571)
- Veneția: Girolamo Priuli (doge, 1559-1567)

## Africa
- Bagirmi: Malo (mbang, 1548-1568)
- Benin: Orhogbua (obba, 1550-1578)
- Buganda: Suna I (kabaka, 1554-1584)
- Congo: Bernardo I (mani kongo, 1561-1567)
- Ethiopia: Minas (Menas) (Wanag Sagad al II-lea) (împărat, 1559-1563) și Sartsa Dengel (Malak Sagad I) (împărat, 1563-1597)
- Hafsizii: Ahmad al III-lea ibn al-Hassan (calif din dinastia Hafsizilor, 1543-1569)
- Imerina: Andriamanelo (rege, cca. 1540-cca. 1575)
- Imperiul otoman: Suleiman Legiuitorul (Magnificul) (sultan din dinastia Osmană, 1520-1566)
- Kanem-Bornu: Dunama al V-lea Ngumaramma (sultan, cca. 1548-cca. 1566)
- Munhumutapa: Negomo Mupunzagutu Chisamburu (Dom Sebastiao) (rege din dinastia Munhumutapa, cca. 1560-cca. 1589)
- Oyo: Orompoto (rege, cca. 1560-cca. 1580)
- Rwanda: Mibambwe I Mutabaazi (rege, cca. 1552-cca. 1576)
- Sennar: Amara al II-lea (Abu Sikaykin) ibn Nayil (sultan, cca. 1558-cca. 1569)
- Songhay: Daud ibn Muhammad (rege din dinastia Askia, 1549-1582)

## Asia

### Orientul Apropiat
- Iran: Tahmasp I (șah din dinastia Safavidă, 1524-1576)
- Imperiul otoman: Suleiman Legiuitorul (Magnificul) (sultan din dinastia Osmană, 1520-1566)

### Orientul Îndepărtat
- Atjeh: Ala ad-Din Riayat Șah al-Kahhar ibn Ali Mughayat (sultan, 1537-1571)
- Bengal: Ghias ad-Din Djalal Șah (sultan din casa Surizilor afghani, 1561-1564)
- Birmania, statul Arakan: Sawhla (rege din dinastia de Mrohaung, 1555-1564)
- Birmania, statul Toungoo: Bayinnaung (rege, 1551-1581)
- Cambodgea: Preah Bat Samdech Preah Barominteac Reachea Thireach Reamea Thippadey (Ang Chan) (rege, 1516-1566)
- China: Shizong (Zhu Houcong) (împărat din dinastia Ming, 1522-1566)
- Coreea, statul Choson: Myongjong (Yi Hang) (rege din dinastia Yi, 1546-1567)
- India, statul Gujarat: Muzaffar al III-lea ibn Mahmud (III) (sultan, 1561-1572/1573, 1583)
- India, statul Handeș: Mubarak Șah al II-lea ibn Ahmad (sultan din dinastia Farukizilor, 1537-1566)
- India, statul Moghulilor: Jalal ad-Din Akbar I (împărat, 1556-1605)
- India, statul Vijayanagar: Sadașivaraya I (rege din dinastia Tuluva, 1542-1565)
- Japonia: Yoșiteru (principe imperial din familia Așikaga, 1545-1565)
- Kashmir: Ghazi Șah Cak (sultan din casa lui Ghiazi Șah Cak, 1561-1563) și Nasr ad-Din Hussain ibn Cak (sultan din casa lui Ghiazi Șah Cak, 1563-1569)
- Laos, statul Lan Xang: Tiao Sai Settha Thirat (Setthathirath) (rege, 1548-1571)
- Mongolii: Altan Sutu hagan (han, 1552-1582/1583) și Tumen Djasaghtu hagan (Sasaktu) (han, 1558/1583-1592/1593)
- Nepal (Benepa): Vișvamalla (rege din dinastia Malla, în jur de 1550) (?)
- Nepal (Kathmandu): Mahindramalla (rege din dinastia Malla, ?-?) (?) și Sadasivamalla (rege din dinastia Malla, ?-?) (?)
- Nepal, statul Gurkha: Șri Darabvya Șah (rajah, cca. 1559-1566/1570)
- Sri Lanka, statul Jaffna: Sangili Segarajakesaran al VIII-lea (rege, 1519-1565) și Puviraja Pandaram Pararajasekaran al VII-lea (rege, 1561-1565)
- Sri Lanka, statul Kotte: Dharmapalabahu (Dom Joao) (rege, 1551-1597)
- Thailanda, statul Ayutthaya: Mahachakrapat (rege, 1548-1569)
- Tibet: mK'as-grub bSod-nams rgya-mtsho (dalai lama, 1543-1588)
- Vietnam, statul Dai Viet: Le Anh-tong (Tuan hoang-de) (rege din dinastia Le târzie, 1556-1573)
- Vietnam (Hanoi): Mac Mau Hop (rege din dinastia Mac, 1562-1592)
- Vietnam (Hue): Nguyen Huang (rege din dinastia Nguyen, 1558-1613)
- Vietnam (Taydo): Trinh Kiem (rege din dinastia Trinh, 1539/1545-1569)